# Per Lindberg (företagsledare)
Per Lindberg, född 1959, är en svensk ingenjör och företagsledare som var VD för Epiroc från 2018 till mars 2020. Han var dessförinnan VD för Billerud Korsnäs.
Per Lindberg är civilingenjör i maskinteknik och doktorerade vid Chalmers tekniska högskola 1990. Han var VD för Korsnäs AB från 2001 och samtidigt vice VD för investmentbolaget Kinnevik, som var Korsnäs ägare, tills han 1 augusti 2005 tillträdde som VD för Billerud.. Korsnäs och Billerud fusionerades under 2012. Lindberg fortsatte då som VD för den sammanslagna koncernen fram till 2017. Under hans tid som VD fattade bolaget bland annat beslut om att bygga en helt ny vätske- och förpackningskartongmaskin på Gruvön, till en projekterad kostnad om 5,7 miljarder kronor, vilket han kallade ”den största framtidssatsningen i bolagets historia.”
Han tillträdde 2018 som VD för Epiroc AB, som avknoppats från Atlas Copco. 
Per Lindberg är sedan 2010 ledamot i Kungliga Ingenjörsvetenskapsakademien.